# Otaslavice – kostel
Přírodní památka Otaslavice – kostel se nachází v prostoru cenné uměleckohistorické památky, římskokatolického kostela svatého Archanděla Michaela na okraji obce Otaslavice. Předmětem ochrany je biotop netopýra velkého (Myotis myotis). Přírodní památka je zároveň evropsky významnou lokalitou. Dlouhodobým cílem péče je zachovat existenci letní kolonie netopýra velkého, počet netopýrů tohoto druhu se zde odhaduje na 208 až 389.